# Ceropegia dimorpha
Ceropegia dimorpha är en oleanderväxtart som beskrevs av Jean-Henri Humbert. Ceropegia dimorpha ingår i släktet Ceropegia och familjen oleanderväxter. Inga underarter finns listade i Catalogue of Life.